# Ulrike Kuhlmann
Ulrike Kuhlmann, geborene Berz (* 10. August 1957 in Dortmund) ist deutsche Ingenieurin im Bauingenieurwesen.

## Werdegang
Von 1967 bis 1976 besuchte sie das Käthe-Kollwitz Gymnasium in Dortmund, welches sie mit einem Abitur abschloss. Anschließend studierte Kuhlmann von 1976 bis 1981 an der Ruhr-Universität in Bochum. Ihren Diplomabschluss erhielt sie 1981. Im gleichen Jahr erhielt sie einen Preis für ihre Arbeit „Tragsicherheitsnachweise nach dem Ersatzstabverfahren für Stäbe und Stabwerke mit veränderlichen Druckkräften“.
Nach dem Studienabschluss war Ulrike Kuhlmann bis 1986 als wissenschaftliche Mitarbeiterin am Lehrstuhl für Stahlbau an der Ruhr-Universität Bochum tätig. Ihre Forschungsthemen waren dabei vorrangig die Stabilitätstheorie von Stäben, die Rotationskapazität von biegebanspruchten I-Profilen sowie Verbundkonstruktionen. Diese Arbeitsstelle schloss Ulrike Kuhlmann mit der Promotion ab, bevor sie im Jahre 1987 als Gastprofessorin an die École polytechnique fédérale de Lausanne in die Schweiz ging. Dort forschte sie weiterhin an Verbundkonstruktionen. Von 1987 bis 1990 war Ulrike Kuhlmann im Ingenieurbüro U. Weyer in Dortmund im Stahl- und Verbundbau sowie im Hoch- und Brückenbau tätig. Die folgenden fünf Jahre arbeitete sie für die Firma Johannes Dörnen, einem Stahlbauwerk in Dortmund, ab 1993 als Leiterin des technischen Büros. Im Jahr 1995 folgte sie der Berufung als Professorin für Stahl- und Holzbau und Leiterin des Instituts für Konstruktion und Entwurf an die Universität Stuttgart. Im selben Jahr erhielt sie ihre Anerkennung als Prüfingenieurin für Baustatik für die Fachrichtungen Metall- und Holzbau.
Im Jahre 1998 wurde Ulrike Kuhlmann Partnerin in der Bürogemeinschaft Kuhlmann-Gerold-Krauss-Eisele mit Sitz in Nellingen auf den Fildern. 2001 wurde sie als Prüferin für bautechnische Nachweise auf dem Sachgebiet des Eisenbahnbrückenbaus und des Konstruktiven Ingenieurbaus durch das Eisenbahn-Bundesamt zugelassen. Von 2009 bis 2012 war Ulrike Kuhlmann die gewählte Vertreterin der Professoren im Universitätsrat der Universität Stuttgart, wobei sie 2009 ebenfalls als Vorsitzende von CEN/TC250/SC 3 „Structural Eurocodes: Eurocode 3: Design of Steel Structures“ bestimmt wurde. Von 2010 bis 2012 übernahm sie vertretungsweise die wissenschaftliche Direktion der Materialprüfanstalt an der Universität Stuttgart (Otto-Graf-Institut (FMPA)). Nach vielen Jahren an der Universität Stuttgart arbeitete sie von 2013 bis 2017 als Dekanin der Fakultät Bau- und Umweltingenieurwissenschaften.

## Forschungsschwerpunkte
Ihre Forschungsschwerpunkte umfassen die Themen wie Stabilität, Ermüdung und alle Arten von Verbindungen und Anschlüssen.
Außerdem forscht sie an Nachweisen der Ermüdung von schlanken Plattenbauteilen infolge Stegatmen, der Modellierung biegeweicher Stützenfüße im Stahl- und Verbundbau als integriertes System von Tragwerk und Fundament, der Erfassung des Langzeitverhaltens von schlanken Brettschichtholzträgern beim Stabilitätsnachweis „Kippen“, dem Tragverhalten von Blechen mit Längssteifen unter Interaktion von Biegemoment und Querkraft sowie dem Ermüdungsverhalten von Stahlkonstruktionen unter multiaxialer Beanspruchung durch Radlasten. Das aktuelle Forschungsthema EXC 2120 beschäftigt sich mit dem integrativen, computerbasierten Planen und Bauen für die Architektur.

## Mitgliedschaften
(Quelle: )
- seit 2002 im Deutschen Ausschuss für Stahlbau und im Lenkungsgremium „Fachbereich 08 Stahlbau, Verbundbau, Aluminium“ beim Deutschen Institut für Normung
- 2004 bis 2012 Mitglied des DFG-Kollegiums „Bauwesen + Architektur“ (seit 2008 Vorsitzende)
- seit 2006 Gutachterin für die industrielle Gemeinschaftsforschung IGF (AiF – Otto von Guericke e.V., Köln) und Mitglied in der Technikwissenschaftlichen Klasse der Berlin-Brandenburgischen Akademie der Wissenschaften (seit 2008 Vorstand)
- 2009 bis 2016 Mitglied im wissenschaftlichen Beirat der Bundesanstalt für Straßenwesen (BASt).
- 2011 bis 2019 Vizepräsidentin der International Association for Bridge and Structural Engineering (IABSE)
- 2012 als ausländisches Mitglied in die Königliche Gesellschaft der Künste und Wissenschaften in Göteborg, Schweden aufgenommen
- seit 2014 wissenschaftlicher Beirat der Bundesanstalt für Wasserbau (BAW)
- seit 2015 wissenschaftlicher Beirat „Infrastruktur“ der Bundesanstalt für Materialforschung und -prüfung
- seit 2021 Vizepräsidentin der Berlin-Brandenburgischen Akademie der Wissenschaften
- Mitglied im Redaktionsbeirat der Zeitschrift „Stahlbau“ und „Steel Construction“, im Spiegelausschuss „Eurocode 4/ DIN 18800 T5 Verbundbau“, „Eurocode 3/ Teil 1 Stahlbauten“, „Eurocode 3/ Teil 2 Stahlbrücken“, „Eurocode 3/ Teil 6 Kranbahnen“, „Holzbau“, in den Sachverständigenausschüssen Verbundbau A und B des Deutschen Instituts für Bautechnik sowie im VDI Fachbeirat Bautechnik
- zudem Vorsitzende der ECCS Technical Working Group 8.3 „Plate Buckling“ und Korrespondentin der Zeitschrift „Structural Engineering International“ (SEI) der Internationalen Vereinigung für Brücken- und Hochbau (IABSE)

## Ausgewählte Publikationen
(Quelle: )
- Dissertation „Rotationskapazität biegebeanspruchter I-Profile unter Berücksichtigung des plastischen Beulen“ 1986 an der Ruhr-Universität Bochum
- Gölz, Lisa-Marie; Kuhlmann, Ulrike: Untersuchungen zu Diagonalrohr-Anschlüssen im Stahl- und Verbundbrückenbau. In: Deutscher Ausschuss für Stahlbau DASt e.V. (Hg.), 23. DASt-Forschungskolloquium, 2022, S. 13–16.
- Enders, Alexander; Kuhlmann, Ulrike: Momentenbeanspruchbarkeit von semi-kompakten Z-förmigen Spundwandbohlen. In: Deutscher Ausschuss für Stahlbau DASt e.V. (Hg.), 23. DASt-Forschungskolloquium, 2022, S. 69–72.
- Stempniewski, Lena; Kuhlmann, Ulrike: Ermüdungsverhalten von gerissenen Betonfahrbahnplatten unter zyklischer Querkraftbelastung. In: Deutscher Ausschuss für Stahlbau DASt e.V. (Hg.), 23. DASt-Forschungskolloquium, 2022, S. 17–20.
- Mönch, Simon; Kuhlmann, Ulrike: Kerven als Verbindungsmittel für Holz-Beton-Verbundbrücken – Untersuchungen an HBV-Schubträgern. In: Kuhlmann et al. (Hg.) 2022, Holzbau Forschung und Praxis, 2022, S. 19–26.
- Buchholz, Lea; Kuhlmann, Ulrike: Experimentelle Untersuchungen an Stahl-Holz-Stabdübelverbindungen in Buchen-Furnierschichtholz. In: Kuhlmann et al. (Hg.) 2022, Holzbau Forschung und Praxis, 2022, S. 53–60.
- Kuhlmann, Ulrike; Töpler, Janusch: Experimentelle und numerische Untersuchungen von Brettschichtholz aus Buchen-Furnierschichtholz (BauBuche). In: Kuhlmann et al. (Hg.) 2022, Holzbau Forschung und Praxis, 2022, S. 131–138.

## Auszeichnungen
1988 erhielt Ulrike Kuhlmann als Auszeichnung für ihre Dissertation den Heinrich-Kost-Preis von der Ruhr-Universität Bochum. 1997 wurde ihr der „IABSE Preis 1997“ von der Internationalen Vereinigung für Brücken- und Hochbau verliehen. Zwei Jahre später wurde sie mit dem Bundesverdienstkreuz am Bande geehrt und 2012 kam die Verleihung der Ehrenmedaille des Vereins Deutscher Ingenieure dazu. 2022 wurde Kuhlmann in die Deutsche Akademie der Technikwissenschaften (acatech) gewählt.